# Čeřín
Čeřín (německy Ziering) je malá vesnice, část obce Rožmitál na Šumavě v okrese Český Krumlov. Nachází se asi 2 km na severozápad od Rožmitálu na Šumavě. Je zde evidováno 31 adres.
Čeřín je také název katastrálního území o rozloze 8,77 km². V katastrálním území Čeřín leží i Jistebník a Močerady.

## Historie
První písemná zmínka o vesnici pochází z roku 1278. V letech 1938 až 1945 byl Čeřín v důsledku uzavření Mnichovské dohody přičleněn k nacistickému Německu. Čeřín byl do 50. let 20. století samostatnou obcí.
| Rok            | 1869 | 1880 | 1890 | 1900 | 1910 | 1921 | 1930 | 1950 | 1961 | 1970 | 1980 | 1991 | 2001 | 2011 | 2021 |
| -------------- | ---- | ---- | ---- | ---- | ---- | ---- | ---- | ---- | ---- | ---- | ---- | ---- | ---- | ---- | ---- |
| Počet obyvatel | 216  | 247  | 244  | 236  | 223  | 232  | 213  | 27   | 27   | 33   | 19   | 12   | 8    | 14   | 18   |
| Počet domů     | 37   | 45   | 40   | 42   | 42   | 43   | 46   | 46   | 46   | 10   | 7    | 16   | 6    | 27   | 27   |

## Pamětihodnosti
- Čeřínská hrušeň, památný strom, na jižním okraji osady Močerady